# Cantonul Saint-Martin-de-Valamas
Cantonul Saint-Martin-de-Valamas este un canton din arondismentul Tournon-sur-Rhône, departamentul Ardèche, regiunea Rhône-Alpes, Franța.

## Comune
- Arcens
- Borée
- Chanéac
- Intres
- Lachapelle-sous-Chanéac
- La Rochette
- Saint-Clément
- Saint-Jean-Roure
- Saint-Julien-Boutières
- Saint-Martial
- Saint-Martin-de-Valamas (reședință)